# 市民自由センター
市民自由センター（しみんじゆうセンター、ウクライナ語: Центр Громадянських Свобод）はウクライナの弁護士オレクサンドラ・マトイチュク率いるウクライナの人権団体である。ウクライナを民主化するようウクライナ政府に圧力をかける目的で2007年に設立された。市民自由センターはアレシ・ビャリャツキやロシアの団体メモリアルと共に2022年ノーベル平和賞を受賞した。

## 歴史
市民自由センターは2007年5月30日にウクライナのキーウで設立された。市民自由センターはウクライナを民主化し法律施行機関と司法機関の公的支配を改良する目的で法律修正を導入することに従事している。市民自由センターの対象の一つがウクライナの刑法の更新である。
2013年—2014年のユーロマイダンデモの時点で市民自由センターはユーロマイダンデモに参加したり当時の大統領ヴィクトル・ヤヌコーヴィチの保安隊により行われた侵害を監視するデモ隊への法的支援を行うユーロマイダンSOS計画を開始した。
2014年にロシアがクリミアを併合してドンバス戦争（同じく2014年）が始まると、市民自由センターはクリミア半島の政治的迫害とロシアが後援する分離主義者ルガンスク人民共和国とドネツク人民共和国が支配するこの地域の犯罪を記録し始めた。市民自由センターはロシアやロシアが併合したクリミア半島、ドンバスで違法に収監された人々の釈放を求める国際的な運動も開始した。
2022年ロシアのウクライナ侵攻後に市民自由センターは戦時中に行われたロシアの戦争犯罪も記録し始めた。ノルウェー・ノーベル委員会は2022年に市民自由センターは「犯罪に対して説明責任を負う犯罪集団の記録を保持することで先駆的役割を担っている」と述べた。
2022年10月7日に市民自由センターはアレシ・ビャリャツキやロシアの団体メモリアルと共に2022年ノーベル平和賞を受賞した。これはウクライナ市民や団体が初めてノーベル賞を受賞したことになる。2022年10月8日の記者会見の時点で市民自由センター代表オレクサンドラ・マトイチュクはウクライナの大統領ウォロディミル・ゼレンスキーや他の（ウクライナ）政府職員で市民自由センターがノーベル賞を受賞したことに祝辞を述べた者はいないことを認めた。マトイチュクはマトイチュクや仲間が「出張から戻って来ているところ」なので述べようとしているかも知れないが成功していない可能性があると言った。
2022年11月にオレクサンドラ・マトイチュクはロシア連邦が行っている長期化する犯罪を止める最善の方法としてウクライナの占領地域を解放する兵器をウクライナに供給するよう各国に呼び掛けた。

## 団体名
団体の定款によると、団体の正式名称は市民自由センター市民協会で、省略形が市民自由センターである。ホームページでは殆どの場合市民自由センターと自称している。